# Odrešitev za začetnike
Odrešitev za začetnike (internationaler Titel: Family Therapy) ist eine Tragikomödie von Sonja Prosenc. Die Weltpremiere des Films mit Mila Bezjak, Aliocha Schneider, Marko Mandić und Katarina Stegnar in den Hauptrollen über eine neureichen Familie, deren Leben auf den Kopf gestellt wird, erfolgte im Juni 2024 beim Tribeca Film Festival. Odrešitev za začetnike wurde von Slowenien als Beitrag für die Oscarverleihung 2025 als bester Internationaler Film eingereicht.

## Handlung
Das Leben einer neureichen Familie wird auf den Kopf gestellt, als der Sohn des Patriarchen aus einer anderen Beziehung das Haus der Familie betritt und Risse in ihrer biederen Fassade zum Vorschein bringt.

## Produktion

### Regie und Drehbuch
Regie führte Sonja Prosenc, die auch das Drehbuch schrieb. Die Slowenin schloss ihr Studium an der Fakultät für Sozialwissenschaften in Ljubljana mit dem Schwerpunkt Journalismus und Kulturwissenschaften ab. Ihre früheren Filme Drevo und Zgodovina ljubezni wurden  2016 und 2020 von Slowenien bei der Oscar-Verleihung eingereicht. Für Odrešitev za začetnike ließ sie sich von Pier Paolo Pasolinis Teorama aus dem Jahr 1968 inspirieren. Beginnend als Sozialsatire entwickelte Prosenc die Geschichte zu einer Untersuchung des Zustands der Menschheit.

### Besetzung und Dreharbeiten
Marko Mandić, im deutschsprachigen Raum bekannt für seine Rolle in der schwarzhumorigen Tragikomödie O Beautiful Night von Xaver Böhm, spielt Alexander. Katarina Stegnar spielt seine Ehefrau Olivia, Mila Bezjak ihre Tochter Agata und Aliocha Schneider Alexanders Sohn aus einer früheren Beziehung namens Julien. In weiteren Rollen sind Judita Franković Brdar und Jure Henigman zu sehen.
Als Kameramann fungierte Prosencs Partner Mitja Ličen. Mit ihm drehte sie bereits ihre Kurzfilme Impromptu und Raj. Bekannt ist Ličen auch für seine Arbeit bei Laura Samanis Filmdrama Piccolo corpo.

### Marketing und Veröffentlichung
Die Weltpremiere des Films fand am 8. Juni 2024 beim Tribeca Film Festival statt. Kurz später wurde der erste Trailer vorgestellt. Im August 2024 wurde Odrešitev za začetnike beim Sarajevo Film Festival und beim Norwegischen Filmfestival in Haugesund gezeigt. Im November 2024 wurde er beim Braunschweig International Film Festival vorgestellt. Ende März 2025 wird er beim International Music & Cinema Festival Marseille gezeigt.

## Auszeichnungen
Odrešitev za začetnike wurde von Slowenien als Beitrag für die Oscarverleihung 2025 in der Kategorie Bester Internationaler Film eingereicht. Im Folgenden eine Auswahl von Auszeichnungen und Nominierungen.
Braunschweig International Film Festival 2024
- Nominierung für die TILDA[7]

Festival of Slovenian Film 2024
- Auszeichnung als Bester Spielfilm (Sonja Prosenc)
- Auszeichnung für das Beste Drehbuch (Sonja Prosenc)
- Auszeichnung als Beste Nebendarstellerin (Mila Bezjak)
- Auszeichnung für die Beste Filmmusik (Boris Benko und Primož Hladnik)
- Auszeichnung für das Beste Szenenbild (Tajana Čanić Stanković)[8]

Internationales Frauen Film Fest Dortmund+Köln 2025
- Nominierung im Internationalen Spielfilmwettbewerb
- Nominierung für den Publikumspreis[9]

Les Arcs Film Festival 2024
- Nominierung als Bester internationaler Film[10]

Sarajevo Film Festival 2024
- Nominierung für das Heart of Sarajevo
- Auszeichnung mit dem CICAE Award (Sonja Prosenc)[11][12]

Tribeca Film Festival 2024
- Nominierung im International Narrative Competition[1]